# Rajah Buayan
Rajah Buayan ist eine philippinische Stadtgemeinde in der Provinz Maguindanao del Sur.
Rajah Buayan wurde durch den Muslim Mindanao Autonomy Act Nr. 166 vom 28. Oktober 2002 gegründet, der am 4. September 2004 in einer Volksabstimmung ratifiziert wurde.
Die elf Baranggays Rajah Buayans gehörten zuvor zur Stadtgemeinde Sultan sa Barongis.

## Baranggays
Rajah Buayan ist politisch in elf Baranggays unterteilt.
- Baital
- Bakat
- Dapantis
- Gaunan
- Malibpolok
- Mileb
- Panadtaban
- Pidsandawan
- Sampao
- Sapakan (Pob.)
- Tabungao